# El amor es el plan, el plan es la muerte
«El amor es el plan, el plan es la muerte» (también traducido como «Amar es el plan, el plan es morir», en inglés, «Love Is the Plan the Plan is Death»), es un cuento de James Tiptree, Jr., seudónimo de Alice Bradley Sheldon. Ganó un premio Nébula a mejor cuento en 1974. Se publicó por primera vez en la antología The Alien Condition, editada por Stephen Goldin bajo el sello Ballantine Books en abril de 1973.

## Argumento
La historia está narrada en primera persona por Moggadeet, un macho autoconsciente de una especie que parece ser el superdepredador de su entorno. Esta especie posiblemente antropoide es aparentemente de sangre fría, con diversas características que entran en juego en el combate, el cuidado de las crías (en el caso de las hembras) y el sexo. De forma inusual, la madre de Moggadeet y un macho mayor han complementado sus instintos haciéndolo consciente del Plan, es decir, del ciclo vital normal de su especie. El elemento de este Plan al que más se resiste es el canibalismo de otros miembros de su misma especie.
Moggadeet narra su vida desde el momento en que conoce a su pareja en la primavera de su segundo año, combinado con sus recuerdos del primer año. Con el tiempo, recuerda lo que su pareja decía en distintos momentos, sus temores y preocupaciones. Al final queda claro que Moggadeet está contando esta historia a su pareja mientras ella lo devora; él asume que ella está de acuerdo con sus recuerdos.

## Antologías
«El amor es el plan, el plan es la muerte» apareció en las siguientes compilaciones de cuentos:
- The Alien Condition editado por Stephen Goldin (1973)
- Nebula Award Stories 9 editado por Kate Wilhelm (1974)
- Warm Worlds and Otherwise by James Tiptree Jr. (1975)
- The Future I editado por Joseph D. Olander, Martin H. Greenberg e Isaac Asimov (1981)
- Great Science Fiction: Stories by the World's Great Scientists editado por Isaac Asimov, Martin H. Greenberg y Charles G. Waugh (1985)
- Byte Beautiful: Eight Science Fiction Stories de James Tiptree Jr. (1985)
- The Science Fiction Hall of Fame, Volume IV editado por Terry Carr (1986)
- The Best of the Nebulas editado por Ben Bova (1989)
- Her Smoke Rose Up Forever de James Tiptree Jr. (1990)

## Crítica
Este cuento ganó el premio Nébula a mejor cuento en 1974, estuvo nominado al premio Hugo al mejor relato y salió tercero en la encuesta de Locus Magazine sobre la mejor ficción breve. Kirkus Reviews la calificó como «muy elogiada». The Washington Post consideró que «la imagen de una especie inteligente cuyos imperativos biológicos obligan a las hembras a devorar a sus parejas (...) está dramatizada con la contundencia de una flecha que da en el blanco».